# أولو كاربات
أولو كاربات هو فريق لهوكي الجليد يتمركز في مدينة أولو بفنلندا وهو ملك لمؤسسة كاربا (Kärppä Säätiö).

## انجازات

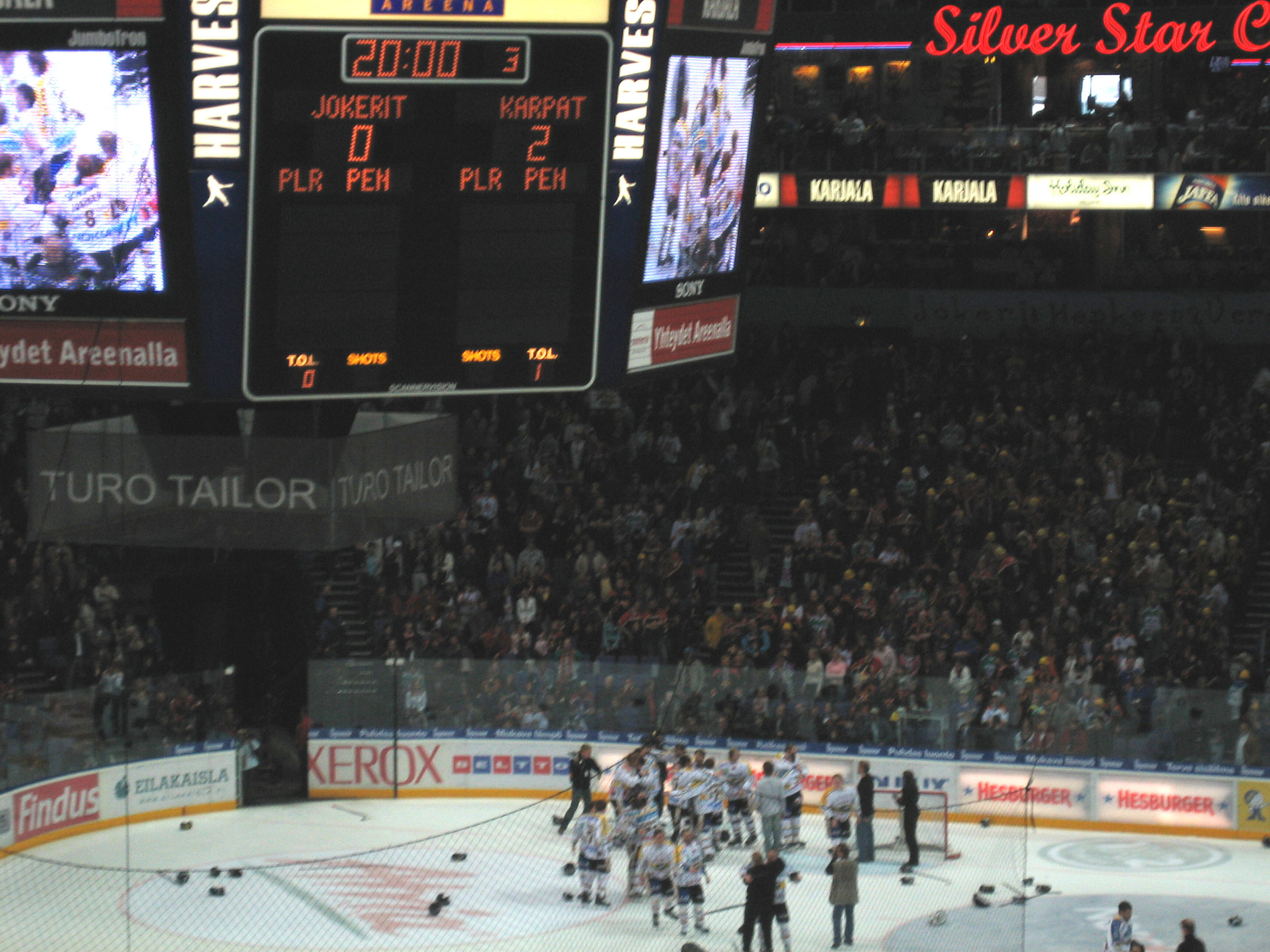
كاربات يفوز بالذهب عقب تغلبه على يوكيريت في نهائي 2005.

فاز الفريق في بلقب بطولة دوري النخبة الفنلندي ست مرات (1981، 2004، 2005، 2007، 2008 و 2014). كما تحصل على مركز الوصيف في كأس أبطال أوروبا مرتين عامي 2005 و 2006.